# Gamaches-en-Vexin
Gamaches-en-Vexin  ist eine französische Gemeinde mit 290 Einwohnern (Stand 1. Januar 2022) im Département Eure in der Region Normandie. Sie gehört zum Arrondissement Les Andelys  und zum Kanton  Gisors. Das Gemeindegebiet wird im äußersten Nordosten vom Flüsschen Bonde berührt, das zur Lévrière entwässert. 

## Bevölkerungsentwicklung
| Jahr      | 1962 | 1968 | 1975 | 1982 | 1990 | 1999 | 2014 |
| Einwohner | 315  | 306  | 271  | 296  | 313  | 329  | 316  |

## Sehenswürdigkeiten

Kirche Notre-Dame

- Kirche Notre-Dame
- Burgruine aus dem 12. Jahrhundert

## Persönlichkeiten
- Jean de Marigny (vor 1309–1351), Pfarrer in Gamaches, später Bischof von Beauvais und Erzbischof von Rouen
- Simon-Robert Le Fèbvre de Chailly, 1789 Deputierte des 3. Standes.